# Покопсон Тауншип (округ Честер, Пенсільванія)
Покопсон Тауншип (англ. Pocopson Township) — селище (англ. township) в США, в окрузі Честер штату Пенсільванія. Населення — 4455 осіб (2020).

## Демографія
Згідно з переписом 2010 року, у селищі мешкали 4582 особи в 1150 домогосподарствах у складі 989 родин. Було 1189 помешкань
Расовий склад населення:
| - 83,8 % — білих - 8,4 % — чорних або афроамериканців - 4,3 % — азіатів - 0,3 % — корінних американців - 0,1 % — вихідців з тихоокеанських островів - 1,5 % — осіб інших рас |

До двох чи більше рас належало 1,6 %. Частка іспаномовних становила 4,4 % від усіх жителів.
За віковим діапазоном населення розподілялося таким чином: 21,9 % — особи молодші 18 років, 63,4 % — особи у віці 18—64 років, 14,7 % — особи у віці 65 років та старші. Медіана віку мешканця становила 40,7 року. На 100 осіб жіночої статі у селищі припадало 126,2 чоловіків;  на 100 жінок у віці від 18 років та старших — 130,5 чоловіків також старших 18 років.
Середній дохід на одне домашнє господарство  становив 171 693 долари США (медіана — 138 750), а середній дохід на одну сім'ю — 187 241 долар (медіана — 157 125). Медіана доходів становила 100 417 доларів для чоловіків та 60 500 доларів для жінок. За межею бідності перебувало 5,7 % осіб, у тому числі 8,3 % дітей у віці до 18 років та 0,0 % осіб у віці 65 років та старших.
Цивільне працевлаштоване населення становило 1523 особи. Основні галузі зайнятості: освіта, охорона здоров'я та соціальна допомога — 25,1 %, науковці, спеціалісти, менеджери — 13,9 %, виробництво — 13,5 %.